# 落合なごみ
落合なごみ（おちあい なごみ）は、日本のイラストレーター。冒険企画局所属。テーブルトークRPG、ボードゲームなどを題材とした作品を制作。「パ先生」名義でも活動している。

## 作品リスト

### 単行本
- 『ご近所メルヒェンRPG ピーカーブー』 新紀元社〈Role＆Roll Books〉、2008年。 - 河嶋陶一朗、冒険企画局と共著。イラスト、ゲームデザイン。

### テーブルトークRPG
- 『迷宮キングダム』 - イラスト、リプレイのプレイヤー。
- 『シノビガミ』 - イラスト
- 『ハンターズ・ムーン』 - イラスト

#### リプレイのプレイヤー
- 『迷宮キングダム・リプレイ 黙示録の乙女』『迷宮キングダム・リプレイ 災厄の王子』 - わさび
- 『シノビガミ』 - 陽向影斗
- 『ハンターズ・ムーン』 - 十六夜頼子

### ゲームブック
- 『迷宮キングダム ブックゲーム モービィ・リップからの脱出』 - イラスト

### 雑誌
- 『Role & Roll』 新紀元社 - 『ピーカーブー』のコーナーなど担当。
- 『まるごと一冊冒険企画局』 新紀元社 - コミック、『ピーカーブー』小説（ろくごまるに作）の挿絵。
- 「ゲームぎゃざ」「やっぱりボードゲームが好き」のコーナーを担当。（「パ先生」として記事内にも出演）
- 「GAMEJAPAN」「それでもボードゲームが好き」のコーナーを担当。（前述同様「パ先生」として記事内にも出演）